# Station Tuplice
Station Tuplice is een spoorwegstation in de Poolse plaats Tuplice.